# 罗伯特·普罗克特
罗伯特·普罗克特（英語：Robert Proctor，1949年7月16日—），澳大利亚前男子曲棍球运动员。他曾代表澳大利亚国家队参加1976年夏季奥林匹克运动会曲棍球比赛，获得一枚银牌。